# 정원영 (배우)
정원영(1985년 1월 25일 ~ )은 대한민국의 배우이다.

## 학력
- 서울예술대학 연극과

## 출연작

### 드라마
- 《악마가 너의 이름을 부를 때》 (2019년, tvN) - 시호 역

### 뮤지컬
- 《워치》
- 《니진스키》
- 《스토리 오브 마이 라이프》
- 《오! 캐롤》
- 《미인》
- 《펠리스나비다》
- 《칠서》
- 《혐오스런 마츠코의 일생》
- 《신과 함께 - 저승편》
- 《스모크》
- 《미드나잇》
- 《지구를 지켜라》
- 《인 더 하이츠》
- 《잃어버린 얼굴 1895》
- 《베어 더 뮤지컬》
- 《아가사》
- 《라카지》
- 《태양왕》
- 《구텐버그》
- 《뮤직박스》
- 《여신님이 보고 계셔》
- 《쇼 업》
- 《완득이》
- 《헤어스프레이》
- 《광화문연가》
- 《스트릿 라이프》
- 《코로네이션 볼》
- 《두 번째 태양》
- 《올슉업》
- 《즐거운 인생》
- 《내 마음의 풍금》
- 《뷰티풀 게임》
- 《사랑은 비를 타고》
- 《소나기》
- 《대장금》
- 《맨 오브 라만차》
- 《물랑루즈!》
- 《모차르트!》
- 《렌트》
- 《알라딘》
- 《이프아이월유》
- 《루쓰》
- 《오션스》

### 웹예능
- 2025년 유튜브 《집대성》

### 연극
- 《엘리펀트 송》
- 《이》

## 음반
- 《그때 그 겨울》 (2014년)

### OST
- 《악마가 너의 이름을 부를 때 OST Part 1》 (2019년)